# Borzicactus acanthurus
Borzicactus acanthurus ist eine Pflanzenart in der Gattung Borzicactus aus der Familie der Kakteengewächse (Cactaceae). Das Artepitheton acanthurus  leitet sich von den griechischen Worten akanthos für ‚Dorn‘ sowie oura für ‚Schweif‘ ab und verweist auf die dichte Bedornung der Triebe der Art.

## Beschreibung
Borzicactus acanthurus wächst strauchig mit niederliegenden bis kriechenden, aufsteigenden oder hängenden, bis 30 Zentimeter (selten bis 50 Zentimeter) langen Trieben, die Durchmesser von 2 bis 5 Zentimeter aufweisen. Es sind 15 bis 18 niedrige, gerundete Rippen vorhanden, die durch scharfe Einkerbungen in undeutliche Höcker gegliedert sind. Die 2 bis 5 (selten bis 6) Mitteldornen sind gelblich und bis 1,5 Zentimeter lang. Sie lassen sich nur schwer von den etwa 20 bis 40 kurzen, dünnen, gelblichen Randdornen unterscheiden.
Die geraden oder leicht gebogenen, schiefsaumigen, scharlachroten Blüten sind 4 bis 9,5 Zentimeter lang. Die kugelförmigen Früchte erreichen einen Durchmesser von 2 bis 2,5 Zentimetern.

## Verbreitung, Systematik und Gefährdung
Borzicactus acanthurus ist in den peruanischen Regionen Ancash, Lima und Ica in Höhenlagen von 300 bis 2500 Metern verbreitet.
Die Erstbeschreibung als Cereus acanthurus erfolgte 1913 durch Friedrich Karl Johann Vaupel. Nathaniel Lord Britton und Joseph Nelson Rose stellten sie 1920 in die Gattung Borzicactus. Weitere nomenklatorische Synonyme sind Loxanthocereus acanthurus (Vaupel) Backeb. (1937), Binghamia acanthura (Vaupel) Borg (1951), Cleistocactus acanthurus (Vaupel) D.R.Hunt (1987) und Echinopsis acanthura (Vaupel) Molinari  (2015).
Es werden folgende Unterarten unterschieden:
- Borzicactus acanthurus subsp. acanthurus
- Borzicactus acanthurus subsp. faustianus (Backeb.) G.J.Charles
- Borzicactus acanthurus subsp. pullatus (Rauh & Backeb.) G.J.Charles

In der Roten Liste gefährdeter Arten der IUCN wird die Art als „Near Threatened (NT)“, d. h. als gering gefährdet geführt. Die Unterarten wurden nicht einzeln erfasst.

## Nachweise